# Kindertehuis
Een kindertehuis is een instelling waar jongeren worden opgevangen. Ze verkrijgen hier huizing, voeding, kleding en andere verzorging.  
Veelal vindt plaatsing plaats door de overheid, een overheidsinstelling of de rechter. Het gaat daarbij om onder andere weeskinderen, half weeskinderen; waarvan de overgebleven ouder niet voor het kind kan zorgen, voogdijkinderen en kinderen die voor wat voor reden dan ook door de overheid uit huis geplaatst zijn.